# ماریو آمورا
ماریو آمورا (ایتالیایی: Mario Amura؛ ‏ ۱۸ آوریل ۱۹۷۳) فیلم‌بردار، عکاس، فیلم‌نامه‌نویس و کارگردان فیلم اهل ایتالیا بود. وی از سال ۱۹۹۳ میلادی تاکنون مشغول فعالیت بوده است. وی دانش‌آموختهٔ رشتهٔ حقوق بین‌الملل در دانشگاه فدریکو دوم است. او در خلال جنگ‌های بالکان فیلمی کوتاه به نام «روایت جنگ» (۲۰۰۳) ساخت که برندهٔ جایزهٔ دیوید دی دوناتلو «بهترین فیلم کوتاه» شد.
از فیلم‌هایی که وی در آن‌ها نقش داشته است، می‌توان به ملیسا پی. و بار دوم فراموش نمی‌شود اشاره نمود.